# 牢州 (贵州)
牢州，中国唐朝时设置的州。
唐太宗贞观十一年（637年）改智州为牢州，治义泉县（今贵州省湄潭县）。下辖义泉县、绥养县（今贵州省凤冈县永安镇）、宜林县（今贵州省绥阳县）、洋川县（今贵州省正安县流渡镇红花滩）、芙蓉县（今贵州省遵义县泗渡镇松坝站）、瑘川县（今贵州省遵义县虾子镇）、乐安县（今贵州省湄潭县新南乡）。贞观十七年（643年）废除牢州、绥养县、宜林县，义泉县、洋川县改属夷州，芙蓉县、瑘川县改属播州，乐安县改属庄州。